# 硫酸氢铷
硫酸氢铷是铷的硫酸氢盐，化学式 RbHSO4。

## 制备
可以用水和等同化学计量的焦硫酸铷来合成硫酸氢铷。 反应发生在没有湿度的地方： 
{\displaystyle {\ce {{Rb2S2O7}+ H2O -> 2RbHSO_4}}}
还有另一种合成硫酸氢铷的方法。它类似于硫酸钠和硫酸钾的合成。 该反应需要氯化铷和少量的硫酸，反应期间还会产生一些氯化氢。
{\displaystyle {\ce {{H2SO4}+ RbCl -> {RbHSO4}+ HCl}}}

## 性质
它是一种可水解的化合物。 它是单斜晶系 的，结构为  P21/n。 硫酸氢铷的晶格参数为： a = 1440 pm、b = 462.2 pm、 c = 1436 pm 和 β = 118.0°。 它的晶体和硫酸氢铵同构。 
其焓为-1166 kJ/mol。  在其溶解于水的过程中，产生了15.62 kJ/mol的能量。 
加热时，硫酸氢铷会分解成焦硫酸铷和水：
{\displaystyle {\ce {2RbHSO4 -> Rb2S2O7 + H2O}}}
与对应的钾和铯的硫酸氢盐，硫酸氢铷也有另一种形式： Rb3H(SO4)2。